# Monasterio de Polychrono
Monasterio de Polychrono (Μονή Πολύχρονου) es un monasterio bizantino en la región de Bitinia, ubicado en Asia Menor. Se encuentra en el Monte Olimpo (ahora Uludag, cerca de Bursa, Turquía). Metoquión del Monasterio de Studion.
En 851, el Monasterio de Polychrono venera a San Metodio, convirtiéndose en su abad. Después de su misión a los sarracenos, el mismo año, San Constantino-Cirilo el filósofo también se instaló en el monasterio. Alrededor de 855, Cirilo y Metodio crearon el primer alfabeto eslavo: la escritura glagolítica.